# Platanichthys
Platanichthys is een monotypisch geslacht van straalvinnige vissen uit de familie van haringen (Clupeidae).

## Soort
- Platanichthys platana (Regan, 1917)